# Борона

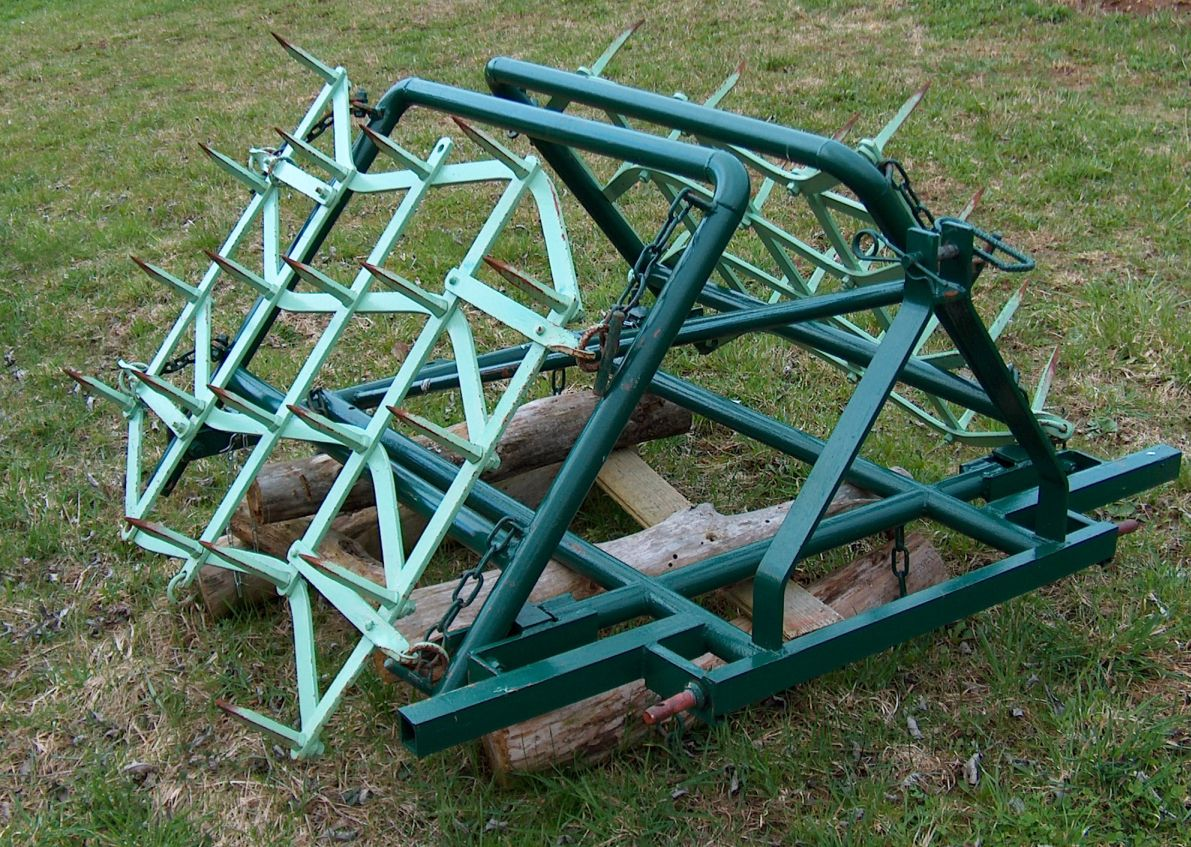
Зубова борона

Борона́ — знаряддя для поверхневого обробітку ґрунту (боронування) і догляду за сільськогосподарськими рослинами.

## Історія

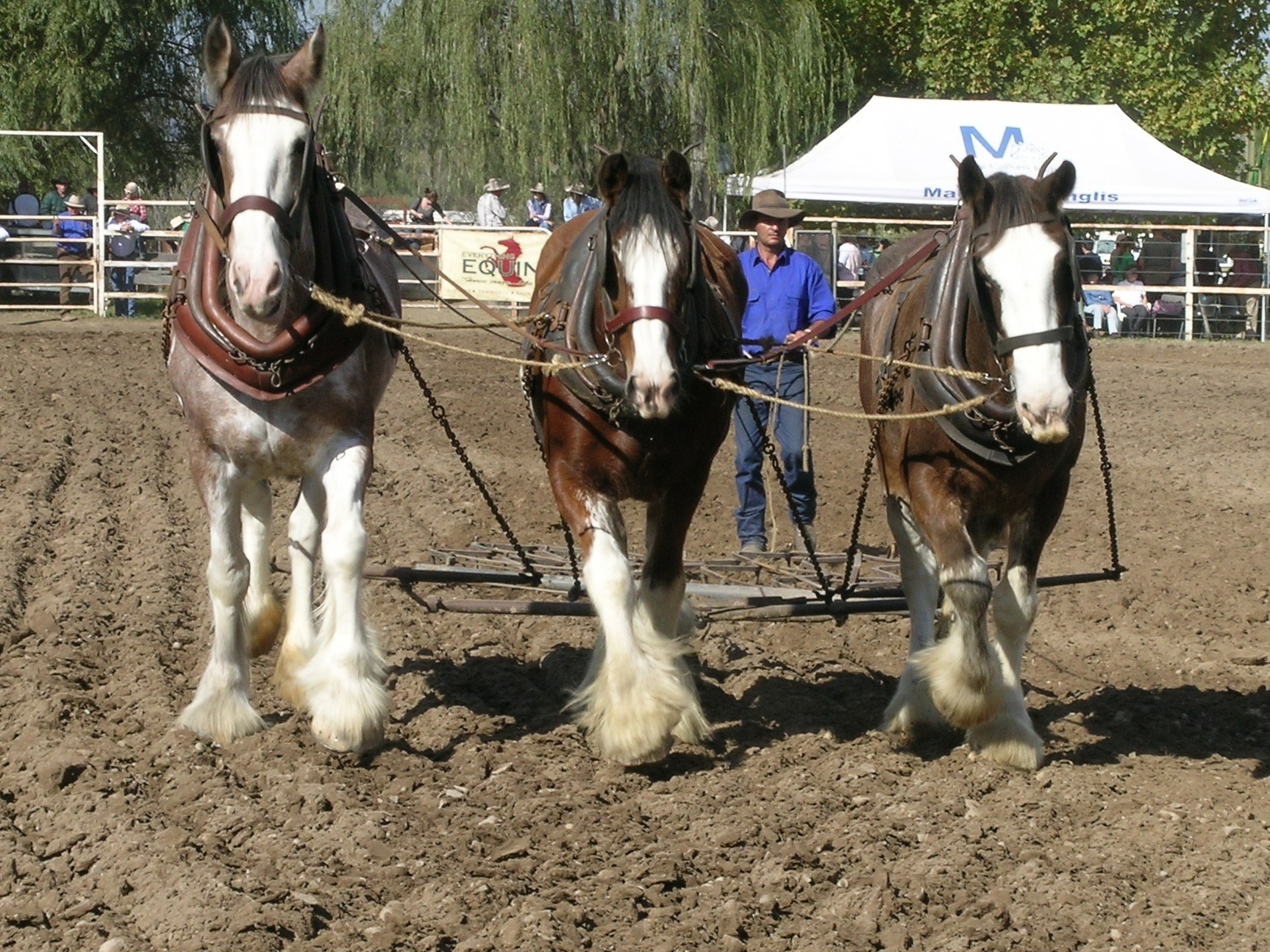
Борона на кінській тязі. Новий Південний Уельс, 2009 р.

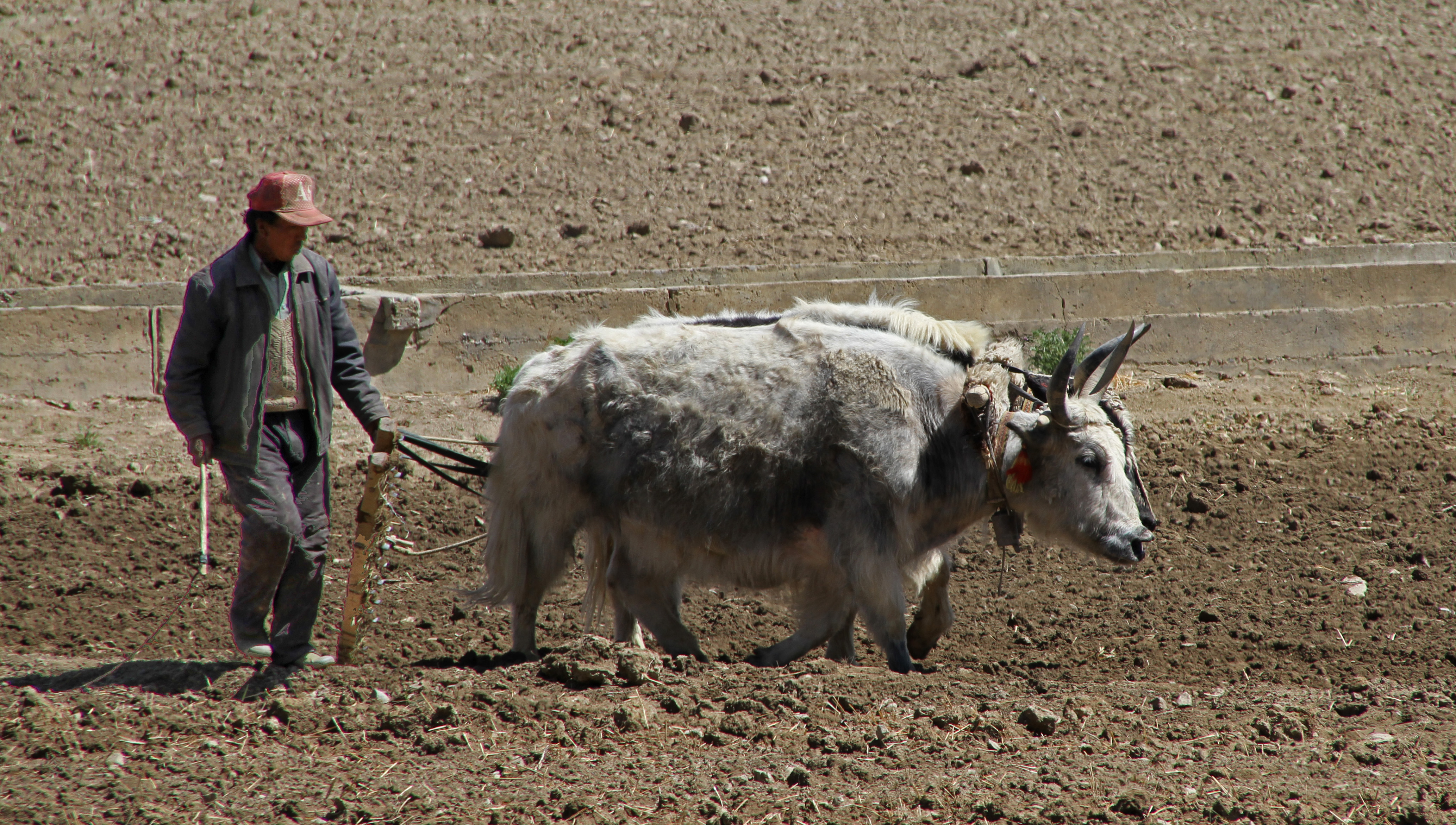
Яки з бороною в Тибеті, 2014 р.

Борони з'явилися в глибокій давнині. Українське слово борона походить від прасл. *borna, що сходить до пра-і.є. *bhar- («гострий»), *bher-/*bhor- («різати», «колоти», «ударяти», «терти»). Першими боронами були сучкуваті колоди, потім з'явилися борони з дерев'яними і металевими зубцями. Згідно зі Словарем української мови Б. Д. Грінченка, українська борона складалася з двох глиць — поздовжніх брусів, до яких кріпилися кінцями валки (бильця) — поперечні бруски, на валках кріпилися зубці. Дещо відмінною була конструкція гуцульської борони: окрім двох крайніх глиць (вони в гуцулів називались хребетниками), посередині було ще дві коротших глиці-хребетники; валки називались естиками, всього їх було шість; у місцях перехрещування хребетників з естиками простромлялися залізні зубці — чопи. До переднього валка кріпили орчик (у разі запрягання кількох коней, окрім орчиків використовували й стельвагу), а до нього прикріплювалися посторонки. Борону могли кріпити до коня і за допомогою голобель.
Якщо після засіювання поля зерно не заорювали плугом, а тільки загортали бороною, це називалося «сіяти під борону». Існував вираз «борону затігати» (за кимось), тобто «підлещуватися до когось».

## Сучасні борони
Борони поділяють:
- за конструкцією робочих органів — на зубові і дискові;
- за використанням — на борони загального і спеціального призначення (садові, лучні та ін.);
- за видом тяги — на ручні, кінні і тракторні (тракторні борони бувають причіпні і навісні);
- за навантаженням, яке припадає на робочий орган, — на важкі, середні і легкі зубові борони та на важкі і звичайні дискові борони.

У зубових боронах робочими органами є загострені на нижньому кінці прямі сталеві зуби квадратного, круглого, прямокутного або ромбоподібного перерізу, а також зуби у вигляді лап (борони з лапчастими зубами) або плоских зігнутих пружин (пружинні борони). З'єднання зубів з рамою може бути жорстким, шарнірним (сітчасті борони) і пружинним (пружинні і полільні борони).

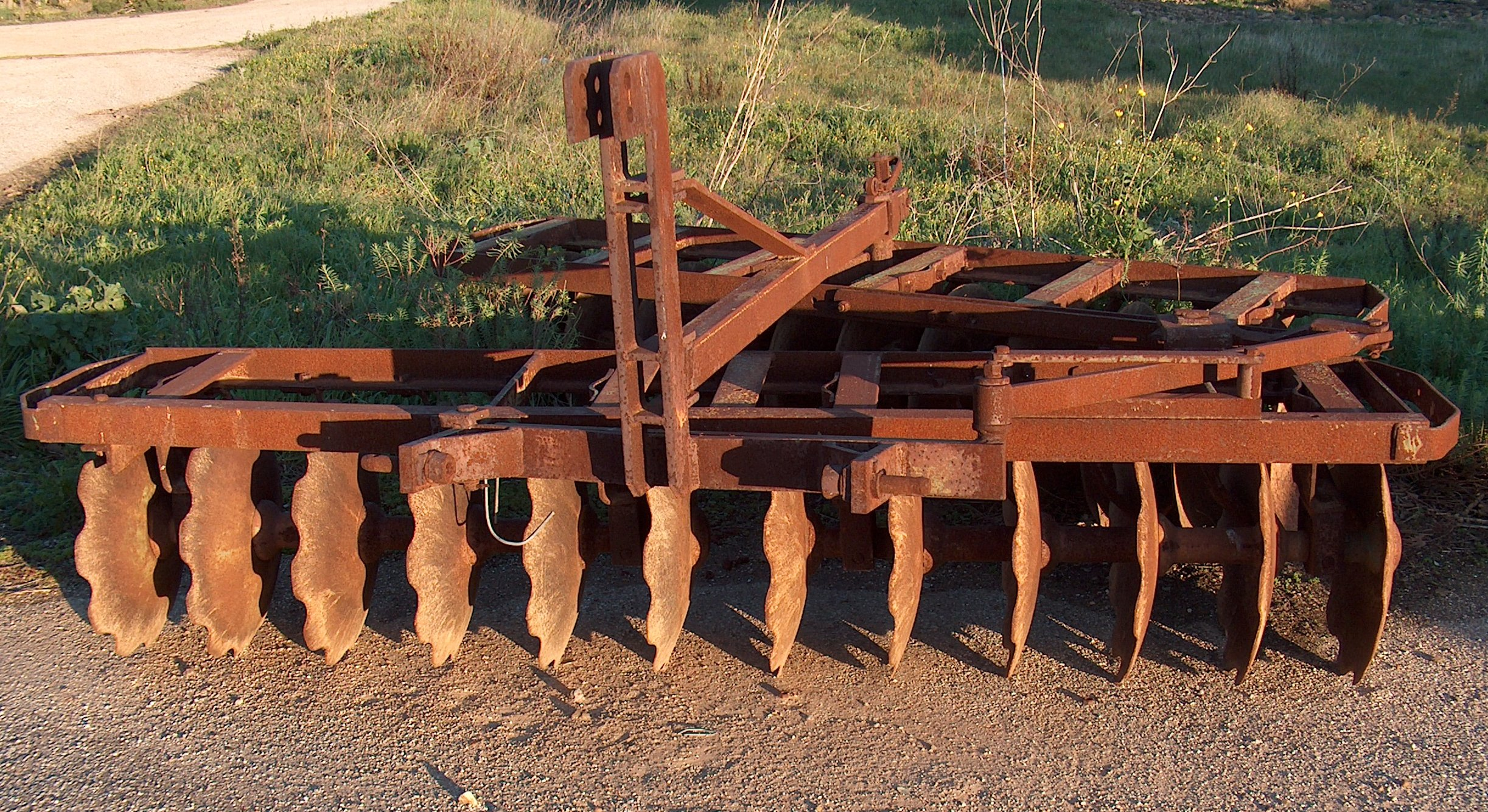
Дискова борона

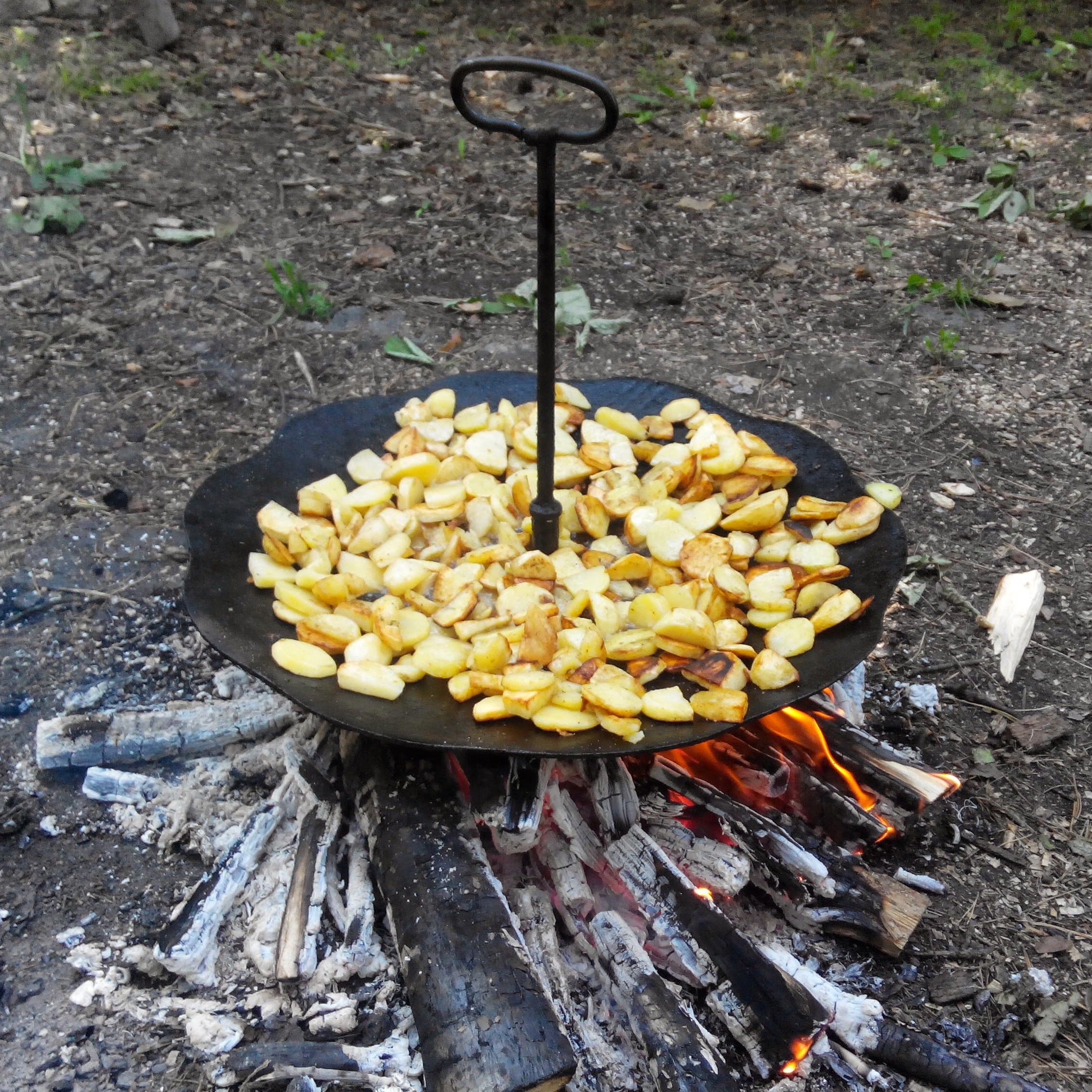
Смажена картопля на сковороді, зробленій з диска борони

Випускаються борони, у яких зуби обертаються (ножові обертові борони). Робочий орган дискової борони являє собою сферичний увігнутий сталевий диск, який встановлюють під певним кутом до лінії руху (кут атаки). Насаджені на один квадратний вал диски утворюють батареї, яких в одній бороні може бути 2 або 4. Якщо батареї розташовані в один ряд, то борони називають однослідними, а якщо в два ряди, то — двослідними.
У сільськогосподарському виробництві поширені тракторні навісні борони всіх типів, при використанні яких відпадає потреба в причіплювачах. Зубові борони застосовують для вирівнювання і розпушування верхнього шару ґрунту, розбивання грудок, боронування посівів, знищення ґрунтової кірки, а дискові борони — для лущення стерні, розробки важких і задернілих ґрунтів тощо.
Легкі борони для розпушування землі та скородження посівів відомі як «райборінки».

## Інше
Слово «герса», яке означає опускну решітку у воротах середньовічних замків, походить від фр. herse («борона»).